# Skald-Helge
Skald-Helge Tordsson (Skáld-Helgi Þórðarson) var en isländsk skald verksam under 1000-talets första hälft. Han var hirdman hos den norske jarlen Erik Håkonsson och senare också hos Olav den helige. Hans hustru hette Tordis Halldorsdotter (Þórdís Halldorsdóttir), men det var hennes yngre syster Torkatla (Þórkatla) som han älskade. Om Skald-Helge skrevs på 1300-talet en saga som nu gått förlorad, men vars innehåll finns bevarat i rímacykeln Skáld-Helga rímur från tidigt 1400-tal.

## Släkt
Skald-Helge härstammade, enligt Landnámabók, från gården Hövde (Hǫfði) vid Borgarfjorden på västra Island. Hans far var sonson till landnamsmannen Åsgeir (Ásgeirr) från Hålogaland i Norge, som kom till Island på hövdingen Hrómunds skepp. Hans hustru, Tordis, var en sonsons dotter till den kände hövdingen Midfjord-Skegge.

## Levnad
Redan i unga år blev Helge, enligt Skáld-Helga rímur, förälskad i granngårdsflickan Torkatla på Hall. Men hennes far Halldor förbjöd dem att gifta sig. Han ansåg att förälskelse aldrig skapar lycka. Kärlek skall uppstå ur äktenskapet, inte föregå det. I stället blev Helge, efter starka påtryckningar från både Halldor och den egna ätten, tvingad att gifta sig med Torkatlas äldre syster Tordis. Äktenskapet blev olyckligt. Två år senare skickade Helge tillbaka Tordis till hennes far och for själv till Norge där han blev hirdman hos Erik jarl. Längtan efter Torkatla drev honom emellertid att återvända till Island, där han utsattes för skvaller och förtal och på grund av detta begick flera dråp. Ännu en gång tvingades han söka sig till Norge. Erik jarl var nu död och Helge kom till kung Olavs hird. Han for därefter på pilgrimsfärd till Rom, där han mottog syndernas förlåtelse av själva påven. Fri från sin syndabörda ämnade han återvända till Torkatla men hamnade, till följd av ett oblitt ödes försorg, på Grönland, där han så småningom gifte sig med en änka vid namn Torun (Þórunn). Fyra män hade hon haft före honom – en make och tre fästmän – och de hade alla, liksom hennes bror, blivit mördade av ett pack trolldomskunniga rövare i Greipar. Helge högg ihjäl rövarna – men skonade häxan som varit deras ledare, ty han kunde ej förmås bära hand på en kvinna. Han blev därefter en ansedd man på Grönland, slog sig ner på hövdingasätet Brattahlíð och blev Grönlands lagsagoman.
Endast en gång fick Helge återse sin älskade Torkatla, då hon vinddriven kom till Grönland och stannade en vinter på Brattahlíð. Men Torun tillät honom inte att vara ensam med henne förrän på kvällen före hennes avfärd – och då endast under så lång tid som det tog tre eldar att brinna ner på härden och förvandlas till kol. Torkatla födde efter hemkomsten till Island en dotter, men dog själv i barnsäng. Flickan fick sin mors namn.
Helge sägs också ha haft en oäkta son på Grönland, som liksom sin far blev skald.

## Verk
Trots att Skald-Helge blev kallad en meistaraskáld til orða (mästerskald i ord) och upptogs i den norska hirden, är han inte medtagen i Skáldatals hirdskaldsförteckning. Den slutsatsen ligger nära till hands att han inte framträtt som furstelovskald utan endast varit en kärlekspoet. Finnur Jónsson trodde att några av hans kärleksdikter, som kan ha funnits i den nu förlorade Skáld-Helga saga, fanns antydda i rimorna. Av Helges dikter finns annars inte mycket kvar. Ett fragment på dróttkvætt har bevarats i Laufás Edda, och ytterligare tre svårlästa strofer på runhent vers finns i en pappersavskrift från 1500-talet, nu i British Library (BLAdd 11242x).